# NGC 6002
NGC 6002は、1873年4月20日に第4代ロス伯爵ローレンス・パーソンズによって発見された、かんむり座の恒星とみられる天体である。ニュージェネラルカタログでは、「星雲状の天体で、NGC 6001の南100秒にある」と記されている。

## 経緯
ニュージェネラルカタログに記載された赤道座標に、地球の歳差を補正した位置には、天体が見当たらない。しかし、ニュージェネラルカタログと、パーソンズが記録した座標には、食い違いがあることが知られ、パーソンズの座標を基にすると、20秒以内の位置に17等星が存在する。この恒星が、確定ではないが、NGC 6002としてカタログに収録された天体の最有力候補とみられる。NGC 6001の南西にある銀河UGC 56051がNGC 6002であるとする資料もあるが、パーソンズの座標とかけ離れている上、全光度で16-17等級の銀河は、リヴァイアサン望遠鏡といえども眼視ではみえなかったと考えられる。